# Saeculum (Zeitschrift)
Saeculum (lateinisch Zeit, Zeitalter; auch: Jahrhundert) ist ein halbjährlich erscheinendes Jahrbuch für Universalgeschichte. Schriftleiter sind die Historiker Peter Burschel und Christoph Marx. Die deutschsprachige Publikation wurde 1950 von dem Münchner Historiker Georg Stadtmüller begründet. Sie erschien von 1950 bis 2002 im Verlag Karl Alber (Freiburg/München). Seit 2003 erscheint sie im Böhlau Verlag (Köln/Weimar). Schwerpunktmäßig werden wissenschaftliche Beiträge aus den Bereichen Sozial-, Wirtschafts- und Kulturgeschichte veröffentlicht. Das Saeculum ist eine Zeitschrift mit Peer-Review.